# عبيد بن شرية
عبيد بن شرية الجرهمي (ولد في؟ ومات في 67 هـ الموافق 686) من أقدم مؤرخي العرب، اهتم بتاريخ اليمن وألّف كتاباً حول ملوكها وأخبارها. ذكره ابن الأثير في كتابه «أسد الغابة في معرفة الصحابة» وقال: (وليس فيه ما يدل على أن له صحبة) وذكره ابن حجر العسقلاني

## حياته

### الاختلاف في عمره
تاريخ ولادته غير معروف ولكن وفاته كانت في عهد عبد الملك بن مروان سنة 67 هـ، التقى بمعاوية بن أبي سفيان بعد سنة 40 هـ، اختلف الإخباريون في عمره فذكر البعض أن عمره عندما التقى معاوية كان 220 سنة وبعضهم قال 300 سنة وذكر عبيد نفسه في كتابه أن عمره كان 150 سنة وقال أيضاً أنه كان بعمر 220 سنة.
وورد في كتاب المعمرين رواية لجرهمي سأله معاوية عن عمره فأجابه 240 سنة فقال له معاوية: كذبت، ثم سأله مرة أخرى فأجابه: كالذي أتى عليك. وذكر محقق الكتاب أن اسم عبيد بن شرية كان في هامش الصفحة الأصل. كما أنكر زريف مرزوق الأعمار التي ذكرتها الروايات وأن عبيد مات وعمره أقل بكثير مما ذكر.

### الاختلاف في وجوده وصحة أخباره
مع أن عبيد بن شرية ذكر في العديد من الكتب، كالفهرست لابن النديم والمعارف لابن قتيبة إلا أن كرونكو أنكر وجوده وأنه شخصية من اختراع ابن النديم.
كما ذكر هاملتون غب أن عبيد بن شرية أمد العرب بمعلومات تاريخية مبكرة ولكنه كالعرب افتقر إلى الحس والمنظور التاريخيين، وأن الأخبار التي نسبت إليه هي أخبار أسطورية. ووصف جواد علي أخبار عبيد بن شرية بأنها قصص وأساطير تأثرت بالإسرائيليات. وذكر عبد العزيز الدوري أن الأخبار التي أوردها عبيد بن شرية ما هي إلا قصص خيالية شعرية للتاريخ اليمني.

## كتبه
له كتابان: الأول هو «الأمثال», وهو كتاب ضائع. والثاني هو «الملوك وأخبار الماضين»، طبع في حيدر آباد سنة 1347 هـ (1928)، وله مخطوطة أخرى في المتحف البريطاني. وقد شكك البعض في نسبة الكتاب إلى عبيد بن شرية.